# Pelegrina furcata
Pelegrina furcata là một loài nhện trong họ Salticidae.
Loài này thuộc chi Pelegrina. Pelegrina furcata được Frederick Octavius Pickard-Cambridge miêu tả năm 1901.